# Essex House Press
Die Essex House Press war eine englische Privatdruckerei.

## Geschichte
Der englische Kunsthandwerker, Designer und Architekt Charles Robert Ashbee (1863–1942) gründete im Jahre 1888 die „Guild and School of Handicraft“, eine Handwerkerschule und Lebensgemeinschaft, die bis 1907 bestand. Circa zehn Jahre nach der Gründung gliederte Ashbee der Schule seine Presse an, die „Essex House Press“. Das Essex House in Ost-London, der Sitz der Handwerkergemeinschaft, gab der Presse den Namen. Nach dem Umzug der Zunft nach Chipping Campden im Jahre 1902 und deren Auflösung 1907 war Ashbee noch bis 1910 für die Druckerei tätig, deren Leitung Ananda Kentish Coomaraswamy übernommen hatte.

## Hintergrund
Ashbee vertrat die sozialen und künstlerischen Ansichten von William Morris und John Ruskin. Beide waren seine Lehrer und Vorbilder, deren Forderungen er zu verwirklichen suchte.
 Nach Ashbee mussten zunächst die sozialen Lebensbedingungen verbessert werden, um eine Wiederbelebung des Kunstgewerbes zu erreichen. Die Kunst des Handwerks, die Bereicherung der Lebensqualität durch den handwerklichen Schöpfungsprozess und die Schönheit des Geschaffenen sollten Einzug im alltäglichen Leben halten.
Die „Essex House Press“ war für Ashbee aber nicht nur eine weitere Möglichkeit, künstlerisch tätig zu sein, sondern auch, das Programm der Gilde, seine Kunsttheorien, zu verbreiten. Nach der Schließung der „Kelmscott Press“ erwarb Ashbee für seine Druckerei einen Teil des hier genutzten Materials, unter anderem die Handpressen. Ebenso wie Morris, bezog er sein Papier von der Papiermühle Joseph Batchelors und ließ das Papier mit Wasserzeichen versehen. Das Signet der Druckerei zeigte eine Wildnelke.

## Typographie
Ashbee entwarf für die Druckerei die „Endeavour-Type“-Schrifttype, die in enger Beziehung zur „Golden-Type“ steht. Genutzt wurde die Type im Jahre 1901 für das Buch „An Endeavour towards the Teaching of John Ruskin and William Morris“. Die zweite von Ashbee kreierte Type, die „Prayer-Book-Type“, wurde 1903 für den Druck „The Prayer Book of King Edward VII“ verwendet.

## Weitere Literatur
- Charles Robert Ashbee: The private press. A study in idealism. To which is added a bibliography of the Essex House Press. Norman Chapel, Broad Campden 1909 (Limitierte Ausgabe von 127 Exemplaren, davon zwei auf Pergament).
- Alan Crawford: C. R. Ashbee. Architect, Designer and Romantic Socialist. Yale University Press, New Haven u. a. 1985, ISBN 0-300-03467-9.
- Davis & Langdale Company (Hrsg.): Objects from the British arts and crafts movement. Davis & Langdale Company, New York 1993.
- Peter Stansky: William Morris, C. R. Ashbee, and the Arts and Crafts. Nine Elms Press, London 1984, ISBN 0-947576-00-2.